# Hudai (köpinghuvudort i Kina, Jiangsu Sheng, lat 31,55, long 120,12)
Hudai (kinesiska: 胡埭, 胡埭镇) är en köpinghuvudort i Kina. Den ligger i provinsen Jiangsu, i den östra delen av landet, omkring 140 kilometer sydost om provinshuvudstaden Nanjing. Antalet invånare är 49 197. Befolkningen består av 22 491 kvinnor och 26 706 män. Barn under 15 år utgör 10,0 %, vuxna 15-64 år 81 %, och äldre över 65 år 8,0 %.
Runt Hudai är det tätbefolkat, med 286 invånare per kvadratkilometer. Närmaste större samhälle är Wuxi, 16,2 km öster om Hudai. Trakten runt Hudai består till största delen av jordbruksmark.
Genomsnittlig årsnederbörd är 1 613 millimeter. Den regnigaste månaden är augusti, med i genomsnitt 234 mm nederbörd, och den torraste är januari, med 55 mm nederbörd.